# Gianicolense
Gianicolense är Roms tolfte quartiere och har beteckningen Q. XII. I folkmun kallas det Monte Verde. Namnet Gianicolense kommer av Gianicolo (Janiculum).

## Kyrkobyggnader
- Santa Maria del Carmine e San Giuseppe al Casaletto, Via del Casaletto
- San Pancrazio, Piazza di San Pancrazio
- Santa Giuliana Falconieri, Piazza Francesco Cucchi
- Santa Maria della Consolazione a Piazza Ottavilla, Piazza Ottavilla
- Santa Maria Regina Pacis, Via Anton Giulio Barrili
- Cappella del Preziosissimo Sangue, Via Francesco Domenico Guerrazzi
- Trasfigurazione di Nostro Signore Gesù Cristo, Piazza della Trasfigurazione
- Santa Maria Madre della Provvidenza, Via di Donna Olimpia
- Santi Francesco e Caterina Patroni d'Italia, Circonvallazione Gianicolense
- Cappella di Santa Teresa, Via Vincenzo Monti
- Nostra Signora de La Salette, Piazza Madonna della Salette
- Cappella di Santa Maria della Provvidenza, Via della Nocetta
- San Giulio, Via Francesco Maidalchini
- San Damaso, Largo di San Vincenzo de Paoli
- Nostra Signora di Coromoto, Largo Nostra Signora di Coromoto
- San Francesco di Sales a Via Portuense, Via Portuense

## Bilder
| - San Pancrazio. - Santa Giuliana Falconieri. - Santa Maria Regina Pacis. - Cappella del Preziosissimo Sangue. - Trasfigurazione di Nostro Signore Gesù Cristo. - Santi Francesco e Caterina Patroni d'Italia. |